# Podział administracyjny Bahrajnu
Strona przedstawia podział administracyjny Bahrajnu na przestrzeni historii.

## Obecny podział administracyjny
Od 3 lipca 2002 do września 2014 Bahrajn podzielony był na 5 muhafaz:
| Nr | Nazwa prowincji             | Powierzchnia | Ludność (2010) |  |
| 1  | Muhafazat al-Asima          | 38 km²       | 329 510        |  |
| 2  | Al-Muhafazat al-Wusta       | 85 km²       | 326 305        |  |
| 3  | Muhafazat al-Muharrak       | 56 km²       | 189 114        |  |
| 4  | Al-Muhafazat asz-Szimalijja | 141 km²      | 276 949        |  |
| 5  | Al-Muhafazat al-Dżanubijja  | 238 km²      | 101 456        |  |

We wrześniu 2014 roku muhafazat al-Wusta został zniesiony, a jego terytorium zostało podzielone pomiędzy muhafazaty al-Asima, al-Dżanubijja i asz-Szimalijja. Po zmianach podziału administracyjnego w liczba muhafaz Bahrajnu zmniejszyła się z 5 do 4.
| Nr | Nazwa prowincji             | Powierzchnia | Ludność (2018) |  |
| 1  | Muhafazat al-Asima          | 78,71 km²    | 561 880        |  |
| 2  | Muhafazat al-Muharrak       | 66,74 km²    | 268 626        |  |
| 3  | Al-Muhafazat asz-Szimalijja | 145,73 km²   | 363 159        |  |
| 4  | Al-Muhafazat al-Dżanubijja  | 488,85 km²   | 309 426        |  |

## Podział administracyjny przed 2002 rokiem
Wcześniej, do 2002 roku, kraj był podzielony na 12 regionów municypalnych:
| Nr | Nazwa prowincji                      | Powierzchnia w km² | Ludność w tys. (2007) |  |
| 1  | Al-Hadd                              | 6                  | 14                    |  |
| 2  | Al-Manama                            | 26                 | 167                   |  |
| 3  | Al-Mintakat al-Gharbijja             | 156                | 30                    |  |
| 4  | Al-Mintakat al-Wusta                 | 35                 | 67                    |  |
| 5  | Al-Mintakat asz-Szimalijja           | 37                 | 53                    |  |
| 6  | Al-Muharrak                          | 16                 | 107                   |  |
| 7  | Ar-Rifa wa-al-Mintakat al-Dżanubijja | 292                | 112                   |  |
| 8  | Dżidd Hafs                           | 22                 | 60                    |  |
| 9  | Madinat Hamad                        | 13                 | 80                    |  |
| 10 | Madinat Isa                          | 12                 | 40                    |  |
| 11 | Mintakat Dżuzur Hawar                | 51                 | 5                     |  |
| 12 | Sitra                                | 29                 | 51                    |  |

## Okręgi wyborcze w Bahrajnie
Pewna liczba kwartałów miejskich łączona jest w okręgi wyborcze, aby ułatwić głosowanie. Z tych okręgów wybiera się kandydatów do parlamentu (od zmiany konstytucji w 2002) i na muhafiza.

## Historia
Pierwsze gminy zaczęły powstawać w Bahrajnie już w 1919 roku, co czyni ten kraj pierwszym państwem arabskim wprowadzającym niższe szczeble administracji. Przejmowały one kompetencje typu sprzątanie ulic, wynajem budynków, w kolejnych latach także np. oczyszczanie wody. W 1960 roku były 4 gminy powiązane z głównymi miastami: Manama, Hadd, Al-Muharrak i Ar-Rifa. W ciągu kolejnych 30 lat 4 jednostki podzielono na 12 regionów municypalnych. Nadzór nad nimi sprawowała rada złożona z osób wskazanych przez króla.